# Begraafplaats van Oud-Berkijn
De Begraafplaats van Oud-Berkijn is een gemeentelijke begraafplaats in de Franse gemeente Oud-Berkijn in het Noorderdepartement. De begraafplaats ligt aan de Rue de Bailleul op 380 m ten oosten van het dorpscentrum (Église Saint-Barthélemy).

## Britse oorlogsgraven
Op de begraafplaats liggen een aantal Britse oorlogsgraven met gesneuvelden uit beide wereldoorlogen. Er liggen 11 Britse graven uit de Eerste Wereldoorlog en 5 uit de Tweede Wereldoorlog. Onder de slachtoffers uit de Eerste Wereldoorlog zijn er 5 niet geïdentificeerde; dit zijn graven die na de oorlog door de Fransen uit de omliggende slagvelden hierheen werden gebracht. 
De vijf doden uit de Tweede Wereldoorlog behoorden allen bij de Royal Canadian Air Force en sneuvelden op 13 juni 1944. Hun Lancaster bommenwerper werd neergeschoten door Duits luchtafweergeschut. Twee bemanningsleden overleefden de crash en konden ontkomen. 
De militaire graven worden onderhouden door de Commonwealth War Graves Commission waar ze geregistreerd staan onder Vieux-Berquin Communal Cemetery.